# 서상룡
서상룡(1938년 2월 20일 ~ 2024년 4월 16일)은 대한민국의 교수이다.

## 학력
- 서강대학교 (경영학 / 학사)
- 컬럼비아 대학교 (경영학 / 박사)

## 경력
- 서강대학교 경영학과 교수
- 서강대학교 경영대학원 원장

## 생애
그는 1960년대말 미국에서 재무관리 연구를마치고 귀국해 강의에 들어가며 초기 재무관리교육에 학자로서 크게 공헌했다. 이후 1972년 서강대 경영학과 교수가 되었고 2003년 정년퇴임했다.

### 사망
2024년 4월 16일 사망했다. 향년 86세.